# Конконъли
Конконъли (на английски: Conconully) е град в окръг Оканоган, щата Вашингтон, САЩ. Конконъли е с население от 185 жители (2000) и обща площ от 0,6 km². Намира се на 702 m надморска височина. ЗИП кодът му е 98819, а телефонният му код е 509.